# Klamath Mountains
Le Klamath Mountains sono una catena montuosa situata nel nord-est della California e nel sud-ovest dell'Oregon, le cime più elevate sono rispettivamente il Mount Eddy (2744 m) nella contea di Trinity, in California e il Mount Ashland (2296m) nella contea di Jackson, in Oregon.
La catena presenta una geologia varia e un clima caratterizzato da inverni freddi accompagnati da nevicate intense, e da estati calde con precipitazioni limitate. Confina con un'altra catena montuosa, situata più a nord: le Siskiyou Mountains.
Queste montagne ospitano estese foreste di conifere con circa una trentina di specie, rendendole un ecosistema unico al mondo: tra di esse si annoverano Picea breweriana, Chamaecyparis lawsoniana, Pinus balfouriana, Pseudotsuga menziesii, Pinus ponderosa, Pinus lambertiana, Tsuga mertensiana, Abies concolor, Abies magnifica var. shastensis, Sequoia sempervirens, Thuja plicata e Taxus brevifolia.